# ENUM

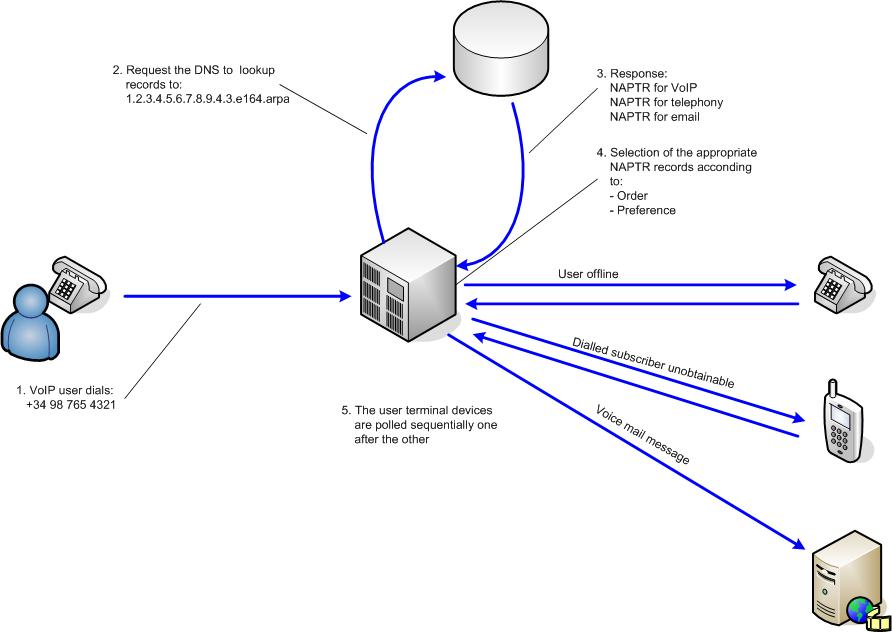
Harta protocolului ENUM

ENUM este un protocol care realizează o asociere între informații de tip număr de telefon al unei persoane și informații de tip adresa de e-mail, identificator de instant messeging.
ENUM este definit conform standardului ITU E.164.